# ディルク3世 (ホラント伯)
ディルク3世（Dirk III, 982年ごろ - 1039年5月27日）は、ホラント（西フリースラント）伯（在位：993年 - 1039年）。聖地巡礼を行ったとみられることから、エルサレム巡礼伯（Hierosolymita）とよばれた。

## 伯領
1101年ごろまでホラント伯領は西フリースラント伯領と呼ばれていた。当時の西フリースラントは現在のオランダと大きく様子が異なっていた。領土のほとんどは無人の干潟地と湿地であり、海岸の砂丘と川谷だけに人が住んでいた。

## 生涯
ディルク3世はホラント伯アルヌルフとリウトガルト・フォン・ルクセンブルクの息子である。母リウトガルトは神聖ローマ皇帝ハインリヒ2世の皇后クニグンデの姉妹であった。幼年時は母親の摂政下に置かれた。
1018年以前は、ディルクはハインリヒ2世の家臣の中でも力を持っていなかったが、その領地は戦略的に重要な位置にあった。ラインデルタに位置するユトレヒトは、ドイツ王の最大の交易都市であり、交易業者は北海に到達するためにホラント伯領を航行しなければならなかった。
ディルク3世はフラールディンゲンに要塞を建設し、それにより皇帝の許可なく税関を引き上げた。またティールの商人は、ディルクの臣下からの攻撃について皇帝に警告した。皇帝はディルクから権力を取り上げることを決め、領地をユトレヒト司教に譲渡した。大規模な帝国軍が新しい要塞に向けて移動した。その後7月29日に起きたフラールディンゲンの戦いでは、ディルク3世は重要な勝利をおさめ、その結果、ディルクは領地を保持しただけでなく、課税の継続も許可された。
1039年にディルクが死去した後、帝国軍はホラント伯の領地を手に入れるため何度かホラント伯領を占領した。後に強力なフランドル伯ロベール1世は、ディルク3世の孫で自身の継子にあたるディルク5世が権力を回復させるのを支援した。

## 子女
ディルク3世はオテレンディスと結婚した。オテレンディスはザクセン公ベルンハルト1世の娘と考えられている。2人の間には以下の子女が生まれた。
- ディルク4世（1020/30年 - 1049年） - ホラント伯
- フロリス1世（1020/30年 - 1061年） - ホラント伯
- ベルトラーダ - ディートリヒ1世・フォン・カトレンブルク（1056年没）と結婚
- スワンヒルデ - ローン伯エンモと結婚[1]